# Kanton Ollioules
Der Kanton Ollioules ist seit 1790 ein französischer Wahlkreis im Arrondissement Toulon, im Département Var und in der Region Provence-Alpes-Côte d’Azur; Hauptort ist die Gemeinde Ollioules.

## Gemeinden
Der Kanton besteht aus vier Gemeinden mit insgesamt 42.927 Einwohnern (Stand: 1. Januar 2022) auf einer Gesamtfläche von 89,66 km²:
| Gemeinde         | Einwohner 1. Januar 2022 | Fläche km² | Dichte Einw./km² | Code INSEE | Postleitzahl |
| ---------------- | ------------------------ | ---------- | ---------------- | ---------- | ------------ |
| Bandol           | 8.263                    | 8,59       | 962              | 83009      | 83150        |
| Évenos           | 2.406                    | 41,95      | 57               | 83053      | 83330        |
| Ollioules        | 14.320                   | 19,89      | 720              | 83090      | 83190        |
| Sanary-sur-Mer   | 17.938                   | 19,23      | 933              | 83123      | 83110        |
| Kanton Ollioules | 42.927                   | 89,66      | 479              | 8310       | –            |